# Quản lý vật tư
Quản lý vật tư là một chức năng chuỗi cung ứng cốt lõi và bao gồm lập kế hoạch chuỗi cung ứng và khả năng thực hiện chuỗi cung ứng. Cụ thể, quản lý vật tư là các công ty năng lực sử dụng để lập kế hoạch tổng yêu cầu vật liệu. Các yêu cầu vật liệu được truyền đạt để mua sắm và các chức năng khác để tìm nguồn cung ứng. Quản lý vật tư cũng chịu trách nhiệm xác định lượng nguyên liệu sẽ được triển khai tại mỗi địa điểm thả trong chuỗi cung ứng, thiết lập kế hoạch bổ sung nguyên liệu, xác định mức tồn kho để giữ cho từng loại hàng tồn kho (thô, WIP, Thành phẩm) liên quan đến nhu cầu vật chất trong suốt chuỗi cung ứng mở rộng.
Các vai trò tiêu biểu trong Quản lý vật tư bao gồm: Quản lý vật liệu, Quản lý kiểm soát hàng tồn kho, Phân tích kho, Nhà hoạch định vật liệu, Expediter và các vai trò lai mới nổi như "kế hoạch người mua".
Mục tiêu kinh doanh chính của Quản lý vật tư được đảm bảo cung cấp nguyên liệu, mức tồn kho tối ưu và độ lệch tối thiểu giữa kết quả thực tế và kế hoạch.